# Alphonse de Lamartine
Alphonse Marie Louise Prat de Lamartine, född 21 oktober 1790 i Mâcon, död 28 februari 1869 i Paris, var en fransk författare och politiker. 

## Biografi
Lamartine kom från en rojalistisk adelsfamilj och gick i jesuitisk skola. Under åren 1811–1812 gjorde han en stor Italienresa, där han förälskade sig i en napolitansk tobaksarbeterska, vilken under namn av Elvire och Graziella kom att besjungas i erotiska dikter. Han kom i tjänst under Ludvig XVIII efter Napoleon I:s fall.
Hans debutsamling dikter, Méditations poétiques (1820), tillkom efter hans kärlek Julie Charles död i tuberkulos. Den inledde romantiken i Frankrike för lyrikens del, och han blev senare en viktig influens till symbolisterna, i synnerhet Paul Verlaine. Han innehade olika ambassadörsposter i Italien mellan åren 1820–1830. bland annat i Neapel 1821 och 1825 i Florens. En orientresa 1832 gav honom stoffet till Voyage en Orient. Därefter inledde han i samband med revolutionen en politisk karriär och valdes till deputerad 1833. Han var en övertygad girondist och som nyutnämnd utrikesminister utropade han andra republiken i Frankrike den 25 februari 1848; ett av hans mest berömda litterära verk handlar om partiet, Historie des girondins (1847). Han ingick i det verkställande utskott som kollektivt var Frankrikes statschef 6 maj–28 juni 1848, och invaldes 1828 i Franska akademien. Efter att han förlorade presidentvalet i december 1848 drog han sig tillbaka från det politiska livet, och författade i stället. Han avled drygt tjugo år senare, utblottad och utan barn.